# 鹿埔
鹿埔，是台灣宜蘭縣冬山鄉的一個傳統地域名稱，位於該鄉西部。相較於今日行政區，其範圍大致包括鹿埔村、得安村、廣興村東南部凸出部分。

## 歷史
台灣清治末期，鹿埔地區為一街庄，稱為「鹿埔庄」，隸屬於紅水溝堡。該庄東邊北段與順安庄為鄰，東邊南段至南邊東段與員山庄為鄰，南邊西段至西邊南段為蕃地，西邊北段為浮洲堡的阿里史庄，北邊為廣興庄，東北邊一小段與羅東堡的阿里史庄為界。
1901年（日治明治三十四年）11月，廢縣廳改設二十廳，該庄隸屬於宜蘭廳，編入第十一區。1905年（明治三十八年）7月，第十一區改名「紅水溝區」。1909年（明治四十二年）10月，合併二十廳為十二廳，該庄仍隸屬於宜蘭廳。1920年（大正九年），廢十二廳改設五州二廳，該庄改制為「鹿埔」大字，隸屬於臺北州羅東郡冬山庄，大字下有「鹿埔」、「松樹門」、「龍目井」、「茅埔圍」小字名。
戰後冬山庄改制為冬山鄉，隸屬於臺北縣，大字改制為村。1950年10月，北、基、宜分治，冬山鄉改隸屬於宜蘭縣。

## 聚落
本地區發展較早的聚落有鹿埔、龍目井、松樹門、茅埔圍、大陂圍（大埤）等，在日治期初期的官方地圖上已有記載。此外，本地區尚有下湖仔、茅埔城（茅埔園）、鼻仔頭等聚落。

## 交通
鄉道宜28線（永興路二段）是廣興至珍珠的道路，大致以北偏西—南偏東走向轉西北—東南走向經過鹿埔地區東北部。由該道路向北偏西可前往廣興東南部並止於羅東高工西側省道台7丙線路口，向東南可前往順安、打那美、武罕西南部、珍珠里簡北部、武罕東南部並止於鄉道宜25線路口。
鄉道宜30線（梅湖路、環湖路、梅林路）是蚊子坑至成興的道路，大致以西北西—東南東走向由本地區西部鼻仔頭橋入境後，先轉東再轉東北至梅林路路口，轉東偏南再轉東南再轉南南東再轉東南出境。由該道路向西北西可前往阿里史並止於鄉道宜46線路口，向東南可前往員山、大和、冬山市區、補城地與香員宅交界地帶、奇武荖、隆恩、成興與猴猴交界地帶、下清水西南部並止於省道台2線路口。
鄉道宜30-1線（鹿梅路）是冬山鄉鹿埔經羅東至冬山鄉冬山河森林公園的道路，其西側端點位於本地區東北部鄉道宜28線路口。由此向東北出境後，可前往阿里史、羅東市區南側、十六份、九份、打那美與武罕交界地帶、珍珠里簡並止於大員排水北側不遠處。
鄉道宜32線（鹿埔路）是冬山鄉松樹門至西安的道路，其北側端點位於本地區東北部邊界地帶鄉道宜30-1線路口。由此向南沿一段本地區東側邊界而行，至龍目井聚落轉西入境內後轉西南再轉南南西，經松樹門聚落後轉東南再轉南南西可前往本地區東南部並止於鄉道宜30線路口。
鄉道宜33線（梅花路）是廣興至大同鄉古魯的道路，大致以東北—西南走向經過本地區西北部近邊界地帶。由該道路向東北可前往廣興東南部並止於羅東高工西側省道台7丙線路口，向西南可前往大進、寒溪、古魯等地。

## 學校
- 廣興國小

## 景點
- 梅花湖

## 廟宇
- 道教總廟三清宮